# Straub-Huillet
Jean-Marie Straub, nascut el 8 de gener de 1933 a Metz (Mosel·la), i Danièle Huillet, nascuda l'1 de maig de 1936 a París, morta el 9 d'octubre de 2006 a Cholet (Maine-i-Loira), són una parella de cineastes francesos, amb una filmografia radical, lliure i militant fonamentada en el rigor estètic i intel·lectual i adscrita al realisme marxista.

## Trajectòria
De jove, Jean-Marie Straub animava cine-clubs a Metz abans de conèixer a París diversos futurs autors de la Nouvelle Vague, com Jean-Luc Godard, Jacques Rivette, François Truffaut i Claude Chabrol.
Es coneixen aleshores amb Danièle Huillet durant els cursos preparatoris d’un concurs per entrar a l'Institut des Hautes Études Cinématographiques, i junts preparen diversos projectes. L'any 1954 proposen el guió de Crònica d'Anna Magdalena Bach a Robert Bresson, que els respon: «Amics meus, és el vostre assumpte, sou els que heu de fer el film».
Cridat a files a Algèria, Jean-Marie Straub deserta l'any 1958 per solidaritat amb els independentistes algerians i abandona França. Danièle Huillet s'hi uneix aviat a Alemanya Occidental per preparar la Crònica d'Anna Magdalena Bach, que rodaran el 1967. Mentrestant dirigeixen Machorka-Muff i Non Réconciliés, dues pel·lícules a partir de textos d'Heinrich Böll que els vinculen, malgrat ells, al Nou cinema alemany.
Després de Le Fiancé, la Comédienne et le Maquereau el 1968, una pel·lícula de "comiat" d'Alemanya, marxen a Itàlia -on s'instal·laran definitivament- per filmar Les yeux ne veulent pas en tout temps se fermer ou Peut-être qu'un jour Rome se permettra de choisir à son tour, a partir de l'obra Othon, de Pierre Corneille, que els val l'hostilitat d'una part de la crítica francesa.
Més endavant, assistits per col·laboradors fidels com Louis Hochet al so o Renato Berta i William Lubtchansky a la imatge, autoprodueixen i realitzen films molt diversos, de durada variable, en color i en blanc i negre, a Itàlia, Alemanya i França, i fins i tot a Egipte (Trop tôt, trop tard).
Al setembre de 2006, el jurat de la 63a Mostra de Venècia, on presenten Ces rencontres avec eux (Quei loro incontri), els atorga un premi especial pel conjunt de la seva obra, elogiant la seva «innovació en el llenguatge cinematogràfic».
Des de la mort de Danièle Huillet, l'octubre del 2006, Jean-Marie Straub ha continuat dirigint pel·lícules, ajudat entre d'altres pel director Christophe Clavert i els productors Barbara Ulrich i Arnaud Dommerc.
Diverses retrospectives integrals dels films d'Straub i Huillet s'han presentat en les primeres dècades del segle XXIː al Centre Pompidou l'any 2016; el gener de 2018 a l'Institut Valencià de Cultura; al llarg de 2018 al Museu Reina Sofía, amb l'emissió de 37 pel·lícules; a Londres, el 2019; a Tòquio entre novembre de 2020 i març de 2021...

## Estètica i política
- Tots els films de Jean-Marie Straub i Danièle Huillet són «adaptacions», de textos literaris o d'obres musicals.
- Tots dos cineastes es descriuen a si mateixos com a «artesans» del cinema, per oposició i/o resistència a la indústria cinematogràfica.[10]
- Jean-Marie Straub i Danièle Huillet han rebutjat regularment el qualificatiu de "minoria" que es fa servir sovint per referir-se al seu cinema i, al contrari, sempre han insistit en el fet que no eren "ocells rars".[11]
- Straub i Huillet només fan servir el so directe de les preses. S'oposen a allò que anomenen "malbaratament" en el cinema dominant i defensen un cinema modest però de luxe, en què es dedica temps a veure i escoltar, en particular la naturalesa, que han filmat sempre, cada cop amb més insistència. La majoria dels seus actors no són professionals.
- Straub i Huillet han reconegut sempre el seu deute amb Bertolt Brecht, els textos del qual han adaptat repetidament (Leçons d'histoire, Introduction à la «Musique d'accompagnement pour une scène de film» d'Arnold Schoenberg, Antigone, Corneille-Brecht) i a qui deuen el segon títol de Non réconciliés: «Seule la violence aide, où la violence règne» (Nicht versöhnt oder Es hilft nur Gewalt wo Gewalt herrscht).

## Filmografia
Les edicions Montparnasse van començar a publicar l'octubre de 2007 l'edició de la seva obra completa en DVD.
- 1962: Machorka-Muff, a partir de Hauptstädtisches Journal, d'Heinrich Böll, 35 mm, blanc & negre, 18 min
- 1965: Non réconciliés o Seule la violence aide, où la violence règne (Nicht versöhnt oder Ets hilft nur Gewalt wo Gewalt herrscht), basada en la novel·la Billard um halb zehn, d'Heinrich Böll (1959), 35 mm, blanc & negre, 55 min
- 1967: Crònica d'Anna Magdalena Bach (Chronik der Anna Magdalena Bach), 35 mm, blanc & negre, 93 min
- 1968: Le Fiancé, la Comédienne et le Maquereau (Der Bräutigam, die Komödiantin und der Zuhälter), basada en Ferdinand Bruckner et Joan de la Creu, 35 mm, blanc & negre, 23 min
- 1969: Les yeux ne veulent pas en tout temps se fermer ou Peut-être qu'un jour Rome se permettra de choisir à son tour, basada en Othon, de Pierre Corneille (1664),16 mm; més endavant, 35 mm., color, 88 min
- 1972: Geschichtsunterricht (Lliçons d'història), basada en la novel·la de Bertolt Brecht Els afers del senyor Juli Cèsar (1957), 16 mm, color, 85 min. Exhibida en la Quinzena dels directors del 26è Festival Internacional de Cinema de Canes de l'any 1973.
- 1972: Einleitung zu Arnold Schoenbergs Begleitmusik zu einer Lichtspielscene (Introducció a la «Música d'acompanyament per a una escena de film» d'Arnold Schoenberg), 16 mm, color i blanc & negre, 15 min
- 1974: Moïse i Aaron, basada en l'òpera Moses und Aron, d'Arnold Schönberg (1930- 1932), 35 mm, color, 105 min
- 1976: Fortini/Cani, basada en Els Gossos del Sinaï (I Cani del Sinaï, 1967) de Franco Fortini, 16 mm, color, 83 min
- 1977: Toute révolution est un coup de dés, basada en Un coup de dés jamais n'abolira le hasard de Stéphane Mallarmé (1897), 35 mm, color, 10 min
- 1979: Dalla nube alla resistenza, a partir de textos de Cesare Pavese: els Dialogues avec Leuco (1947) i La Lluna i les fogueres (1949), 35 mm, color, 105 min
- 1980-1981: Zu Früh/Zu Spät (Trop tôt / Trop tard, Too early / Too late, Troppo presto / Troppo tardi), segons una carta de Friedrich Engels de 1887 a Karl Kautsky, i La Lutte de classes en Egypte de 1945 a 1968 de Mahmoud Hussein (1970), 16 mm, color, quatre versions lingüístiques, 105 min
- 1982: En rachâchant, a partir de Ah Ernesto! de Marguerite Duras (1971), 35 mm, blanc & negre, 7 min
- 1984: Klassenverhältnisse, basada en la novel·la inacabada Amèrica, de Franz Kafka (1927), 35 mm, blanc & negre, 130 min
- 1985: Proposta in quattro festa, vídeo, color i blanc & negre, 40 min
- 1986: Der Tod dels Empedokles oder Wenn dann der Erde Grün von neuem Euch erglänzt (La Mort de Empédocle o Quan el verd de la terra brillarà novament per a vosaltres), basada en La Mort de Empédocle de Friedrich Hölderlin (1798), 35 mm, color, quatre moviments, 132 min
- 1988: Schwarze Sünde (Noir peché), segons la tercera versió de la Mort de Empédocle de Friedrich Hölderlin (1799), 35 mm, color, quatre muntatges diferents, 40 min
- 1989: Cézanne, Diàleg amb Joachim Gasquet (Les edicions Berheim-Jeune), 35 mm, color, dues versions lingüístiques, 51 min
- 1991: Die Antígona des Sophokles nach der Hölderlinschen Übertragung für die Bühne bearbeitet von Brecht 1948 (Suhrkamp Verlag) (Antígona), segons la versió per a l'escena de Bertolt Brecht (1947) la traducció per Friedrich Hölderlin (1803) de la tragèdia de Sòfocles, 35 mm, color, dos muntatges diferents, 100 min
- 1994: Lothringen!, segons la novel·la Colette Baudoche, de Maurice Barrès (1909), 35 mm, color, dues versions lingüístiques, 21 min
- 1996: Von heute auf morgen (Del dia a l'endemà), segons l'òpera d'Arnold Schoenberg (1928-29), 35 mm, blanc & negre, 62 min
- 1998: Sicilia!, basada en Conversa a Sicília, d'Elio Vittorini (1939), 35 mm, blanc & negre, tres muntatges diferents, 66 min
- 2000: Operai, contadini (Obrers, pagesos), basada en Les Femmes de Messine, d'Elio Vittorini (1949), 35 mm, color, 123 min
- 2000: Il viandante & L'arrotino, nou muntatge d'un passatge de Sicilia!, 35 mm, blanc & negre, 5 min
- 2002: Il ritorno del figlio prodiguo - Umiliati (Umiliati che niente di fatto o toccato da loro, di uscito llosa mani loro, risultasse esente dal diritto di qualche estraneo (Operai, contadini - continuació i final)), 35 mm, color, 64 min
- 2003: Une visite au Louvre, extret de «Ce qu’il m’a dit» dialogues entre Cézanne et J. Gasquet, 35 mm, color, 49 min
- 2005: Quei loro incontri 1947-2005 (Ces rencontres avec eux), a partir del cinc primers Dialogues avec Leucò, de Cesare Pavese (1947), 35 mm, color, 68 min; premi Marguerite-Duras 2007
- 2006: Europa 2005 - 27 d'octubre, miniDV (Sony PD150), format 4/3, color, 11 min (càmera i muntatge: Jean-Claude Rousseau, assistint: Christophe Clavert)
- 2008: Itinerari de Jean Bricard, 35 mm, blanc & negre, aproximadament 40 minuts (film co-signat per Danièle Huillet i Jean-Marie Straub)

### Articles
- Frustration of Violence, in Cahiers du Cinéma en anglès (New York), gener de 1967
- Roud, Richard, a Sight and Sound (London), estiu de 1968.
- Polt, Harriet, a Film Quarterly (Berkeley), hivern de 1968–69.
- Baxter, B., Jean-Marie Straub, a Film (London), estiu de 1969.
- Engel, Andi, Jean-Marie Straub, a Second Wave, New York, 1970.
- Armes, Roy, Jean-Marie Straub, a London Magazine, setembre de 1970.
- Roth, W., and G. Pflaum, Gesprach mit Danièle Huillet und Jean-Marie Straub, a Filmkritik (Munich), febrer de 1973.
- Die Filmographie – Jean-Marie Straub, a Information (Wiesbaden), gener de 1974.
- Walsh, M., Political Formations in the Cinema of Jean-Marie Straub, a Jump Cut (Chicago), novembre-desembre de 1974.
- Seguin, L., La Famille, l'histoire, le roman, a Cahiers du Cinéma (Paris), octubre-novembre de 1975.
- Greene, N., Report from Vienna: Cinema and Ideology, a Praxis (Berkeley), no. 2, 1976.
- Danièle Huillet/Jean-Marie Straub's Fortini/Cani, a Filmkritik (Munich), gener de 1977.
- Dermody, S., Straub/Huillet: The Politics of Film Practice, a Cinema Papers (Melbourne), setembre-octubre de 1976.
- Simsolo, Noël, Jean-Marie Straub et Danièle Huillet, a Cinéma (Paris), març de 1977.
- Grant, J., Le Combat contre l'impression, a Cinéma (Paris), gener de 1978.
- Nau, P., Die Kunst des Filmesehens, a Filmkritik (Munich), gener de 1979.
- Vatrican, V., Tout est musique, in Cahiers du Cinéma (Paris), no. 492, juny de 1995.
- Chakali S. & Roux A., Straub algérien!, al blog Des nouvelles du front (Saint-Denis), 20 d'agost de 2019.

### Films documentals
- Schaut euch diesen Berg any, einstmals war er Feuer d'Harald Bergmann, documental, Alemanya, 1991. El film ha estat filmat a Hambourg durant el muntatge de la tercera versió de La mort d'Empédocle. Una transcripció completa dels diàlegs en alemany és igualment disponible al llibre acompanyant el dvd.
- Lyrische Suite, d'Harald Bergmann, Alemanya, 1992.
- Sicilia! Si gira, de Jean-Charles Fitoussi, documental sobre el rodatge del film Sicilia!, filmat el 1998 i estrenat el 2001.
- Danièle Huillet, Jean-Marie Straub: cinéastes, de Pedro Costa, documental de la sèrie Cinéma de notre temps sobre el muntatge d'una tercera versió del film Sicilia!, 72 minuts, 2001[12]
- Où gît votre sourire enfoui? de Pedro Costa, versió llarga de Danièle Huillet, Jean-Marie Straub: cinéastes, 2001.